# Inongo (territoire)
Le territoire d'Inongo est une entité déconcentrée de la province Mai-Ndombe en république démocratique du Congo. Il s'étend au nord et au centre de la province.

## Histoire
Jusqu'en 2015, Inongo fait partie de la province du Bandundu. Elle est la principale ville sur les côtes du Lac Mai-Ndombe " eau noire" (ex-Lac Léopold II,150 km de long et 50 km de large) situé totalement dans ce territoire. Elle est l'un des principaux centres d'exploitation du caoutchouc et du copal sous l'État indépendant du Congo et du Congo Belge en faisant partie du Domaine de la Couronne, domaine privé du roi Léopold II de Belgique. Alphonse Jacques, connu plus tard sous le nom de Général Jacques de Dixmude dirige énergiquement la récolte du caoutchouc dans cette région entre 1895 et 1898.

## Secteurs
Le territoire d'Inongo, qui s'étend sur 24,149 km², est divisé en 3 secteurs:
- Basengele, comprenant les groupements de Mbelo, Mpenge, Ngongo et Bokote
- Bolia, comprenant les groupements de Ibeke, Lokanga, Nkita et Bokwala
- Inongo, comprenant les groupements de Ntombanzale, Ibenga et Iyembe

## Géographie
Le territoire d’Inongo comprend le lac Maï-Ndombe et ses affluents. Les plus importants sont la rivière lokoro, lotoy ; et ses ruisseaux Bolongo-lule, bolongo-mbeli, Bolongo-mbala, Bolongo-bowele, Bolongo-nsongo, Bolongo-esombi, mbongo. Le lac est navigable toute l’année. L'altitude varie entre 200 et 500 m. La nature du sous-sol dans ce territoire est argilo-sablonneuse.

## Population
En 2015, la population du territoire d'Inongo est estimée à 620 975 habitants.

## Climat
Le territoire d’Inongo connait un climat tropical. La température moyenne diurne varie selon les saisons et est de l’ordre de 30°C, avec alternance de deux saisons différentes, notamment la saison sèche qui commence en mi-mai à la mi-septembre et la saison pluvieuse qui va de mi-septembre à la mi-mars. La pluviométrie est supérieure à 1900 mm.

## Économie
Les activités principales sont l'agriculture (70%), la pêche (20%), l'élevage (5%) et le petit commerce (5%). Les cultures cultivées sont les suivantes : le manioc, le maïs, le riz pandy, les arachides, le niébé, la courge, la banane plantain, le tabac, le taro, l'igname, la patate douce, la canne à sucre, le cacao, le palmier à huile et les grains de café.

## Situation sanitaire
Le territoire d’Inongo possède trois hôpitaux généraux, 11 hôpitaux secondaires, 103 postes de santé et trois instituts des techniques médicales :
- L’hôpital général d'Inongo : vers 1925, l'hôpital est un dispensaire de religieuse, il est converti en hôpital de référence peu avant 1960, et se situe dans le secteur d’Inongo. Le secteur a une superficie de 12.000 Km², avec une capacité d’accueil de 250 lits prévus, actuellement 82 lits sont en usages.
- L’hôpital général de référence de Banzow-moke est créé en 1954 comme cercle de santé sous le financement propre du roi de Belgique. L’hôpital compte deux médecins généralistes, huit infirmiers A1 et A2, trois autres infirmiers A3, deux techniciens de laboratoire, un administrateur gestionnaire, quatre personnels administratifs, huit ouvriers. Sa capacité d’accueil est 30 lits.
- L’hôpital général de référence de Tandembelo est créé en 1958. Sa capacité d’accueil est de 35 lits.

Les maladies les plus récurrentes sont :
- le paludisme (65 %),
- les infections respiratoires aiguës (20%),
- les diarrhées simples (9%),
- les infections sexuellement transmissibles (3%),
- l'anémie (3%).

## Scolarité
Les trois sous division d’Inongo possèdent 644 écoles dont 383 sont des écoles primaires, 228 des écoles secondaires et les autres sont soient des écoles maternelles ou des écoles professionnelles. On retrouve en moyenne huit enseignants dans chaque école primaire. Il n'y a pas d'universités, mais il y a quatre instituts supérieurs dans le territoire, dont un pédagogique, et trois techniques : l'Institut des Sciences de Santé, l’Institut Supérieur de l’Enseignement Agronomique, l’Institut Supérieur des Techniques Appliquées et l'Institut Supérieur Pédagogique. Une moyenne de 50 étudiants s’inscrit chaque année dans chacun de ces instituts.